# Сороки (Коломийський район)
Соро́ки — село в Україні у Городенківській міській громаді Коломийського району Івано-Франківської області.
Відповідно до Розпорядження Кабінету Міністрів України від 12 червня 2020 року № 714-р «Про визначення адміністративних центрів та затвердження територій територіальних громад Івано-Франківської області» увійшло до складу Городенківської міської громади.

## Географія
Село розміщене на відстані 14 км від центру територіальної громади. Через населений пункт проходить дорога державного значення. По ній здійснюються 23 автобусні рейси по наступних напрямках: Городенка, Коломия, Яремча, Тернопіль, Івано-Франківськ, Косів, Чортків, Київ, Чернівці.
З Сороків бере свій  початок річка Тополівка, права притока Белелуйки.
На території урочища «Короткі» збереглися два насипані кургани. За переказами вони з’явилися ще в XV ст. та служили сигналами сповіщення односельців про набіги ворогів. На курганах зберігалася бочка зі смолою, яку  сторож у разі небезпеки підпалював і в такий спосіб сповіщав усіх жителів про наближення непроханих гостей. З цих рукотворних насипів у полі видимості знаходяться півтора десятка населених пунктів.

## Історія
Село Сороки — одне із найстаріших сіл колишнього Городенківського району Івано-Франківської області. Ймовірно, що на його теперішніх землях перші поселення з'явилися ще в часи сивої давнини. Свідченням цього є той факт, що у XX ст. в околицях Сороків було віднайдено кам’яні знаряддя праці доби міді.
Перша писемна згадка про населений пункт датована другою половиною XIV століття. З давніх архівних документів (історичних джерел та грамот) випливає, що згідно до подання Владислава Опольського на ім'я великого князя литовського і руського Владислава Ягайла село було засноване 15 грудня 1373 року. Також Сороки згадуються  в записах книг галицького суду від 1 січня 1457 року.  У 1579 році в селі мешкало 36 родин і налічувалося 40 хат. А вже згідно подомного реєстру Коломийського повіту від 15 травня 1670 року кількість дворів зросла до 46.
В австрійський період своєї історії Сороки адміністративно відносилися до Коломийського повіту. Протягом XIX ст. село почергово перебувало у власності пана Якубовича, а також поміщиць Марцелі Ґарлінської та Євгенії Бурзинської. Останніми власниками поселення були дідичі Марамороші. Станом на 1870 р. у населеному пункті проживало 1135 мешканців.
У добу ІІ Речі Посполитої Сороки тривалий час мали свою самоврядну сільську ґміну в підпорядкуванні Коломийського повіту. Але в результаті урядової адміністративної реформи з 1 серпня 1934 року село стало частиною новоутвореної ґміни Гвіздець-Місто.
Восени 1934 року в рамках великої етнографічної експедиції по території Польщі на Покутті побувала всесвітньовідома американська дослідниця Луїза Бойд. У ході своєї подорожі 23 вересня вона побувала і в Сороках. Експедиційні нотатки та світлини, у тому числі зроблені в селі, були пізніше опубліковані Американським географічним товариством.
Напередодні Другої світової війни у Сороках проживало 1 670 осіб, з яких 1 490 складали українці.
Після радянської анексії західноукраїнських земель населений пункт в 1940 році увійшов до складу Гвіздецького району. У селі було засновано колгосп ім. Тимошенка. В ньому працювало 14 селян. Головою колективного господарства призначили Михайла Івасюка, завгоспом – Дмитра Хому, а бухгалтером – Артема Матковського. В цю пору першим головою сільської ради був Ілько Кушнірук, а секретарем  – Славко Кушнірук.
Під час німецької окупації Галичини 1941-1944 років Сороки знову стали частиною відновленого Коломийського повіту, що перебував у юрисдикції Крайсгауптманшафту Коломия. Загалом на фронтах Другої світової війни побувало близько 300 мешканців села, понад 80 з них полягло на полі бою та пропало безвісти. Ще 33 жителів Сороків опинилися в Німеччині на примусових роботах. Село було визволено від німецьких окупантів 25 березня 1944 року радянськими військами Першої танкової армії.
У 1940-х в Сороках та його околицях діяло українське націоналістичне підпілля, до активної участі в якому було залучено близько сотні жителів населеного пункту. За підпільну діяльність чимало з них зазнало сталінських репресій. Частина учасників визвольного руху загинула в нерівній боротьбі проти каральних радянських органів.
Не пошкодував жителів села і голод 1947 року. Його жертвами стало семеро осіб: Марія Дащук, Марія Долинна, Анастасія Долинюк, Антон Коркоза, Варвара Кушнірук, Василь Кушнірук та Ганна Кушнірук.
У 1949 році вдруге було організовано колективне господарство, в яке тепер об’єднали селян Сороків, Слобідки та Вишнівки. За свою тривалу історію колгосп пережив чимало реорганізацій, проіснувавши аж до квітня 2003 року.
Після ліквідації Гвіздецького району наприкінці 1962 року село увійшло до складу Городенківського району. За результатами адміністративно-територіальної реформи 2020 року Сороки стали частиною Городенківської міської громади, яку приєднали до Коломийського району.
Станом на 2021 рік в селі проживало 990 осіб.

## Населення

### Мова
Розподіл населення за рідною мовою за даними перепису 2001 року:
| Мова            | Кількість | Відсоток |
| --------------- | --------- | -------- |
| українська      | 1021      | 99.42%   |
| російська       | 3         | 0.29%    |
| інші/не вказали | 3         | 0.29%    |
| Усього          | 1027      | 100%     |

## Культура та освіта

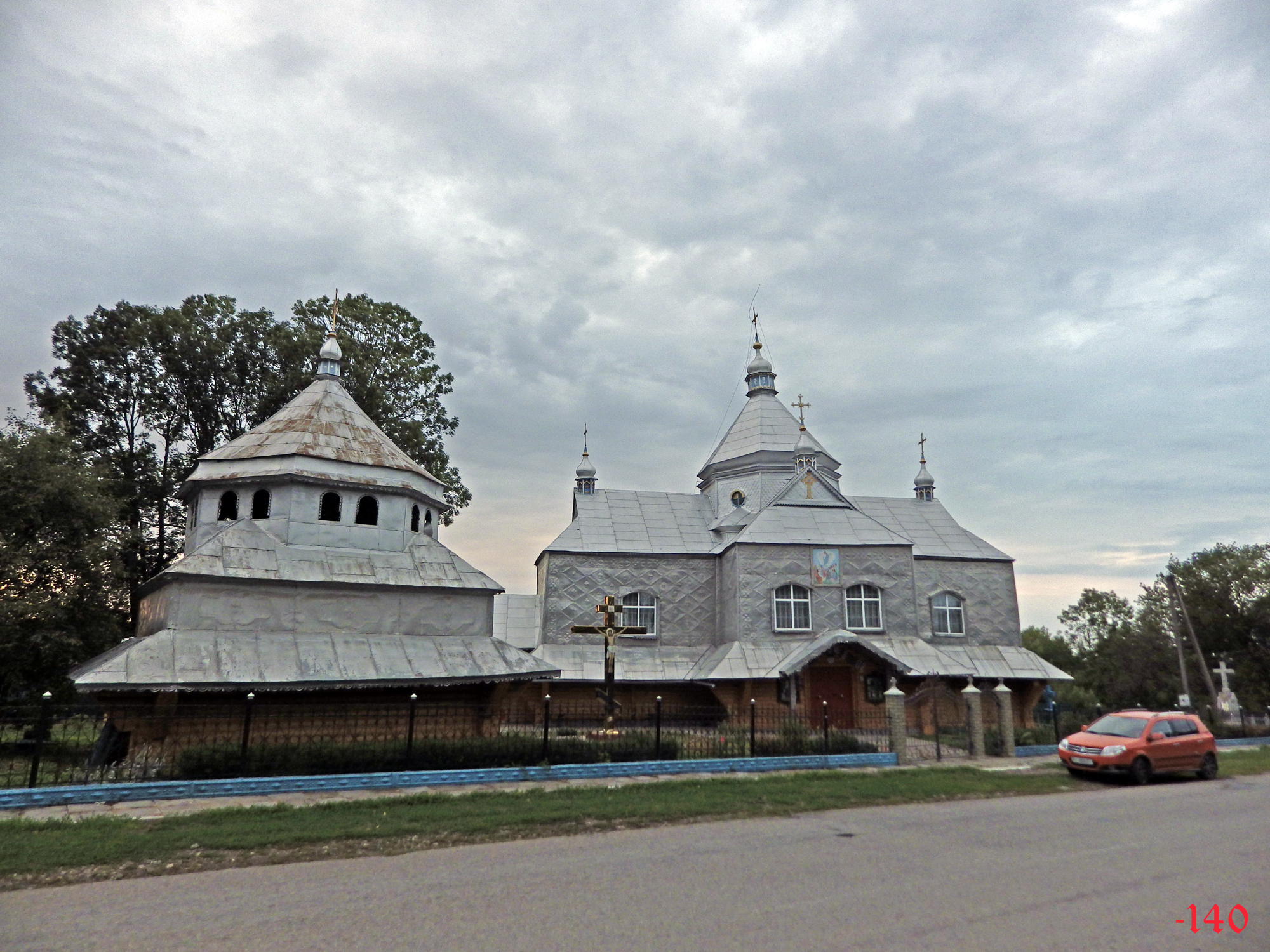
Церква Вознесіння Господнього (2016 р.)

Здавна роль головного релігійно-культурного осередку в житті мешканців Сороків відігравала сільська церква. Найдавніша згадка про сороківський храм походить з Катедратика Львівської єпархії 1680 року. Попередниця теперішньої дерев’яної церкви була збудована 1755 року. Орієнтовно розташовувалася на тому ж місці що й сучасна культова споруда.
У 1865 році графиня Марія Борковська при підтримці греко-католицької громади села виступила фундаторкою спорудження нової дерев’яної Церкви Вознесіння Господнього. Для її будівництва були запрошені майстри з Гуцульщини, які звели трибанну святиню, покривши її ґонтою. Через три роки храм було освячено та відкрито для богослужінь. На знак вдячності релігійна громада виконала заповіт графині та похоронила її на церковному подвір’ї.
На початковому етапі Першої світової війни в приміщенні храму було розгорнуто воєнний шпиталь австрійської армії. На території церковного подвір’я здійснювалися поховання її загиблих воїнів. У 1925 році їх останки перезахоронили на сільському кладовищі.
У 1959 році відбулося поновлення розпису церкви, який здійснили малярі Іван Качмарський, Тарас та Анна Сидців. За чверть віку по цьому святиню покрили бляхою. В 2008 році на пожертви парафіян обабіч церкви звели каплицю на честь 1020-ліття Хрещення України-Русі. 2014 року зусиллями сороківської громади здійснено зовнішній ремонт храму. На поточний момент культова споруда має статус пам’ятки архітектури місцевого значення.
У дорадянську добу в Церкві Вознесіння Господнього служили: о. Іоан Козловський (до 1862 р.), о. Іоан Могильницький (1862-1918 рр.), о. Димчина (1918-1922 рр.), о. Дмитро Вахняк (1922-1948 рр.). З 1992 року настоятелем церкви став протоієрей ПЦУ Микола Кравчук.
Окрім Церкви Вознесіння Господнього, в XIX ст. у Сороках було також споруджено дерв’яний костел (1873 р.). Його поява стала наслідком зростання в поселенні кількості так званих «латинників» – віруючих римо-католицького обряду (на ту пору їх було вже близько 170). Коштом цих парафіян та при фінансовому сприянні бернардинської парафії Непорочного Зачаття Пресвятої Діви Марії у Гвіздці, до якої вони належали, і звели нову культову споруду.
Також 1908 року в селі збудували дерев'яний бернардинський душпастирський осередок та створили парафіяльну експозитуру. До її складу увійшло іще п’ять сусідніх сіл. З часом експозитура отримала статус парафії (1925 р.), а бернардинський осередок – статус монастиря (1937 р.). В останні передвоєнні роки наставником місцевих римо-католиків був отець-адміністратор Феліціан Гомульчак.
У 1939 році в сороківському костелі здійснили внутрішні відновлювальні роботи. Водночас завершилося спорудження парафіяльного будинку. В 1944 році органи радянської влади облаштували у приміщенні костелу клуб, а у середині наступного десятиліття взагалі розібрали цю колись культову споруду.
Свої давні традиції має і сільське шкільництво. Перші згадки щодо потреби відкриття початкової школи в Сороках зустрічаються в джерелах у 1888 році. Але тільки в 1902 році вона змогла відчинити свої двері для сільських учнів. Неподалік навчального закладу з часом з’явилася також хата-читальня. Багато зусиль для підвищення культурно-освітнього рівня місцевих мешканців у першій половині XX ст. зробили члени тутешнього гнізда українського товариства «Просвіта». У 1961 році було закладено фундамент під будову нової школи. На сучасному етапі головну освітню місію серед молоді села виконує Сороківська гімназія Городенківської міської ради І-ІІ ступеня.

## Відомі люди
- Іван Могильницький (1894—1983) — український адвокат, громадсько-політичний діяч, в'язень сталінських таборів.